# Miňovce
Miňovce (in ungherese Minyevágása) è un comune della Slovacchia facente parte del distretto di Stropkov, nella regione di Prešov.